# Ivar Aronsson
Ivar Mauritz Aronsson, född 24 mars 1928 i Romelanda församling, död 6 februari 2017 i Kungälvs distrikt, var en svensk roddare. Han tävlade för RK Three Towns och Kungälvs roddklubb.

## Meriter

### Olympiska meriter
Aronsson deltog i de olympiska sommarspelen i Melbourne 1956. Han deltog i två klasser - fyra med styrman och åtta med styrman. Silverbesättningen i fyra med styrman bestod utöver Ivar Aronsson av Evert Gunnarsson, Gösta Eriksson, Olle Larsson  och Bertil Göransson. Senare samma dag som de fem tagit hem silvermedaljen deltog de i finalen för åtta med styrman. Efter att redan presterat max tidigare under dagen satte man sig tillsammans med fyra fräscha roddare i båten, krafterna räckte denna gång dock inte längre än till en fjärdeplacering.

### Internationella meriter i övrigt
Aronsson tog en guldmedalj vid nordiska mästerskap, två silver på europeiska mästerskap samt fyra guld på veteran-VM.

### SM-meriter
I övrigt lyckades Aronsson ta hem 13 guldmedaljer vid svenska mästerskap.